# Гришин Дмитро Сергійович
Гришин Дмитро Сергійович (* 15 листопада 1978) — генеральний директор російського інтернет-ресурсу Mail.ru.

## Біографія
Народився 15 листопада 1978 року в місті Капустин Яр. У 2001 році з червоним дипломом закінчив МГТУ імені Баумана. З 1998 року працював в компанії-виробнику програмного забезпечення Axiom Int (США) інженером-розробником, старшим розробником, IT-консультантом. У березні 2000 року почав працювати в компанії netBridge (надалі — Mail.Ru), очолив відділ розробки проекту інтернет-аукціону Molotok.ru. У травні 2001-го призначений керівником сервіс-центру Mail.Ru, в грудні — технічним директором Mail.Ru. З червня 2002 року виконавчий директор, в квітні 2003 року призначений генеральним директором Mail.Ru. Вивчає китайську мову. Захоплюється преферансом і великим тенісом.
1. ↑  Davos 2014 Participant List